# Тайфа

Територіальний поділ Іберійського півострова близько 1031

Тайфа (від араб. طائفة) — історико-географічна назва мусульманських еміратів, які були продуктом феодальної роздробленості, що вразила колись могутній Кордовський халіфат з 1031 року і аж до закінчення Реконкісти в 1492 році. Перекладається як «частина».
Гранадський емірат (1013 — 2 січня 1492) — став останньою арабською тайфою в Європі і останньою ісламською державою на Піренейському півострові. Захопивши і його, християни завершили 8-віковий процес відвоювання півострова. Падіння Гранади, як і падіння Константинополя стало важливою віхою в історії Європи. Тим не менш, наслідки феодальної роздробленості ісламського періоду залишили свої сліди в культурі, мові, традиціях регіонів Іспанії на довгі століття. У певному сенсі практика тайф перенесена іспанськими колонізаторами до Америки, де в XIX—XX століттях утворився цілий ряд незалежних латиноамериканських держав, часто ворогуючих між собою незважаючи на єдність мови і спільність культури.

## Населення тайф
Значну частину тих, кого іспанці називали маврами, становили бербери — вихідці з північноафриканських племен, підкорених арабами. Нащадки завойовників і представники елітних династій — араби — залежали від найманців-берберів так само, як згодом турецькі султани — від своїх різношерстих яничарів.
У Південній Іспанії протягом усього ісламського правління зберігалися групи романоязичних, і частково асимільованих арабомовних, християн-мосарабів — нащадків романізованого населення Римської Іспанії, а також численні єврейські громади. Значна частина населення Гранади і інших прибережних еміратів (наприклад, Денія) складалася з військовополонених — християн-рабів, у тому числі слов'ян-сакаліба. У цьому національному конгломераті араби представляли як би вищу феодальну касту. Але численні і ворожі верхівці військові бербери і почасти мувалади постійно підривали силу аристократії своїми інтригами, партійною боротьбою, змовами і заколотами. Особливу небезпеку становили найманці-ренегати, що співробітничали то з християнами, то з мусульманами в залежності від ситуації і особистої вигоди. У династичній боротьбі брали найактивнішу участь арагонські і кастильські королі, підтримуючи ту чи іншу групу.